# Jablonský les
Jablonský les patří k nejrozsáhlejším lesům na Letohradsku. Asi 300 ha rozlehlý údolní lesní porost se rozkládá na sever od tvrze Orlice mezi obcemi Mistrovice a Letohrad v nadmořské výšce 390 až 470 m n. m.

## Popis
Středem údolí prochází potok, který lemují lužní porosty a na svazích pozůstatky bučin. Z vzácných rostlin se zde vyskytuje lýkovec jedovatý, ostřice převislá a bledule jarní. Lesem prochází zelená turistická trasa, která začíná v Orlici a pokračuje lesem ve směru na Mistrovice. Cestou je možné narazit na tři studánky. Les byl v minulosti poškozen vichřicí ze 7. na 8. dubna 1941. Téhož roku padl i nejmohutnější místní strom zvaný Král smrků.